# Heinrich Hoff
Heinrich Hoff (* 11. Dezember 1914 in Deckbergen; † 4. April 1976 in Hannover) war ein deutscher Kommunalpolitiker (SPD).

## Werdegang
Hoff war von Beruf Werkmeister. Seine politische Laufbahn begann 1952 als Ratsmitglied in Ahlem. Dort wurde er 1958 zum Bürgermeister gewählt und blieb bis zur Eingemeindung des Ortes 1974 im Zuge der kommunalen Neuordnung Niedersachsens im Amt. Danach war er bis zu seinem Tod Ortsbürgermeister und ab 9. Juni 1974 Mitglied der SPD-Fraktion im Rat der Stadt Hannover.
Am 8. Oktober 1973 wurde er mit dem Bundesverdienstkreuz am Bande ausgezeichnet. Zwei Jahre nach seinem Tod wurde die Heinrich-Heine-Straße in Ahlem nach ihm umbenannt.